# Johannes Tolhopff
Johannes Tolhopff (Kemnath, 1445-1450 körül – Regensburg, 1503. április 26.) német csillagász, egy időben Mátyás király udvari asztrológusa.

## Élete
Lipcsében tanult, ahol később professzor lett. Legjelesebb oktatója 1466–67-ben Regiomontanus, akitől csillagászatot tanult. 1471-ben Ingolstadtba került, az akkor alapított egyetemre, ahol 1473 és 1475 között dékán volt.
Regiomontanus után Mátyás király tanácsadója és udvari csillagásza lett (ez akkoriban elsősorban az asztrológia művelését jelentette).
Egyik nagy művét, a Stellarium címűt 1480-ban a magyar uralkodónak ajánlotta, s az be is került a Bibliotheca Corviniana gyűjteményébe. Mátyás nemessé tette. Ezután elhagyta Magyarországot. 1503-ban Regensburgban hunyt el.